# 田佳
田 佳（でん か、ラテン翻記:Tian Jia、女性、1981年2月9日 - ）は、中華人民共和国のプロビーチバレーボール選手である。天津市出身。北京オリンピック銀メダリスト。
田は1998年からFIVBビーチバレー・ワールドツアーに参戦した。
二度のオリンピック出場を経て、2005年6月にドイツのベルリンで開催された世界選手権に王菲とのペアで出場し銅メダルを獲得するなど、中国チームとしては過去最高の成績を収めた。
2008年に自国開催となった北京オリンピックでは王潔とのペアで決勝まで歩を進め、ミスティ・メイトレーナー・ケリー・ウォルシュ組（米国）に敗れたものの銀メダルの栄誉に浴した。

## スポンサー
- スウォッチ